# Tempestt Bledsoe
Tempestt Bledsoe, född 1 augusti 1973 i Chicago, Illinois, är en amerikansk skådespelare.

## Filmografi
- 1984 - The Cosby Show
- 1986 - The Gift of Amazing Grace
- 1988 - Dance 'til Dawn
- 1989 - Dream Date
- 1999 - Santa and Pete
- 2000 - The Expendables
- 2001 - Fire & Ice
- 2003 - BachelorMan
- 2005 - Fingers Walking

## Utmärkelser
- 1989 - Young Artist Award - Best Young Actor/Actress Ensemble in a Television Comedy, Drama Series or Special för The Cosby Show

## Fotnoter
1. ↑  Internet Movie Database, IMDb-ID: nm0088144co0047972, läst: 17 juli 2016.[källa från Wikidata]